# Joel Sacks
Joel Sacks (Rafaela, Provincia de Santa Fe, Argentina, 10 de abril de 1989) es un futbolista argentino. Juega como lateral por derecha y su primer equipo fue Atlético Rafaela. Actualmente milita en Ben Hur de Rafaela del Torneo Regional Amateur.

## Trayectoria
Joel Sacks se formó en las divisiones inferiores de Atlético Rafaela, donde hizo su debut como profesional en 2009. Integró el plantel que se consagró campeón de la Primera B Nacional en el año 2011, logrando así el ascenso a Primera División.
Luego de varias temporadas, en 2016 dejó la Crema y siguió su carrera en Olimpo de Bahía Blanca, Mitre de Santiago del Estero, Libertad de Sunchales y Ben Hur de Rafaela, su actual club.
En el año 2008 fue convocado por Sergio Batista para entrenar con la Selección Argentina Sub-20.

## Clubes
| Club                         | País      | Año       | PJ | G |
| ---------------------------- | --------- | --------- | -- | - |
| Atlético Rafaela             | Argentina | 2009-2016 | 90 | 2 |
| Olimpo de Bahía Blanca       | Argentina | 2016-2017 | 13 | 0 |
| Mitre de Santiago del Estero | Argentina | 2017-2018 | 9  | 0 |
| Libertad de Sunchales        | Argentina | 2019      | 9  | 2 |
| Ben Hur de Rafaela           | Argentina | 2020-?    | 12 | 0 |

## Palmarés

### Campeonatos nacionales
| Título             | Club             | País      | Año  |
| ------------------ | ---------------- | --------- | ---- |
| Primera B Nacional | Atlético Rafaela | Argentina | 2011 |